# گافستاون (هیلزبورو)
گافستاون (به انگلیسی: Goffstown) یک منطقهٔ مسکونی در ایالات متحده آمریکا است که در گافستاون، نیوهمپشایر واقع شده‌است. گافستاون ۸٫۸۱ کیلومتر مربع مساحت و ۳٬۳۶۶ نفر جمعیت دارد و ۹۶٫۰۱ متر بالاتر از سطح دریا واقع شده‌است.